# Eoanthidium chinense
Eoanthidium chinense är en biart som först beskrevs av Wu 1962.  Eoanthidium chinense ingår i släktet Eoanthidium och familjen buksamlarbin. Inga underarter finns listade i Catalogue of Life.